# 脂肪族アルコール

脂肪族アルコール

脂肪族アルコール（しぼうぞくアルコール、英: Fatty alcohol）は、脂肪族炭化水素の水素原子 (-H) をヒドロキシ基 (-OH) に置換した化合物で、様々な物質の合成材料となる。芳香族化合物の側鎖の飽和炭素原子にヒドロキシ基がついているベンジルアルコールなどは芳香族アルコールと呼ぶ。
一般に、炭素数が5以下のアルコールを低級アルコール、炭素数が6以上のものを高級アルコールと慣用的に呼んでいる。アルコール分子中のヒドロキシ基の個数をアルコールの価数といい、一価、二価、および三価アルコールに分類される。

## 生産と生成
天然に生成するほとんどの脂肪族アルコールは、脂肪酸と脂肪族アルコールのエステルである蝋の形で見られる。細菌や植物、動物が、浮力を得るためや水やエネルギーの代謝源、反響定位のレンズ（海洋ほ乳類）、熱絶縁（植物や昆虫）等を目的として生産する。1900年代初頭になって初めて、脂肪族アルコールが利用されるようになり、当初はブーボー・ブラン還元反応を用いてナトリウムで蝋エステルを還元して製造されていた。1930年代に触媒水素化が実用化され、ヘット等の脂肪酸エステルをアルコールに変換できるようになった。1940年代から1950年代には、石油が化学製品の重要な原料となり、またカール・ツィーグラーがエチレンの重合を発見した。この2つの発見が脂肪族アルコール合成の道を拓いた。

### 天然物から
伝統的で現在も重要な脂肪族アルコールの原料は、脂肪酸エステルである。蝋エステルはかつてマッコウクジラ油から抽出されていた。その代替となる植物由来の原料はホホバであった。トリグリセリドとして知られる脂肪酸トリエステルは、植物や動物から得られていた。それらのトリエステルはエステル交換反応によってメチルエステルとされ、水素化されてアルコールに変換される。ヘットは通常C16からC18であったが、植物由来の鎖長はより変化に富んでおり、長いC20からC22はセイヨウアブラナから、短いC12からC14はココナッツオイルから得られる。

### 石油から
脂肪族アルコールは、石油原料からも作られる。ツィーグラー過程により、エチレンをトリエチルアルミニウムを用いてオリゴマー化し、その後空気酸化することにより、偶数番号のアルコールが生産される。
{\displaystyle {\ce {Al(C2H5)3\ + 18 C2H4 -> Al(C14H29)3}}}
{\displaystyle {\ce {Al(C14H29)3\ + {\frac {3}{2}}O2\ + {\frac {3}{2}}H2O -> 3 HOC14H29\ + {\frac {1}{2}}Al2O3}}}
もう1つの方法として、エチレンをオリゴマー化してアルケンの混合物を生じ、それをヒドロホルミル化することにより、奇数番号のアルデヒドを生産し、それを水素化してアルコールが生産される。例えば、1-デセンのヒドロホルミル化でC11アルコールが生産される。
{\displaystyle {\ce {C8H17CH = CH2\ + H2\ + CO -> C8H17CH2CH2CHO}}}
{\displaystyle {\ce {C8H17CH2CH2CHO\ + H2 -> C8H17CH2CH2CH2OH}}}
シェル高級オレフィンプロセスにより、アルケンオリゴマーの混合物の鎖長の分布は、市場の要求に合うように調整することができる。ロイヤル・ダッチ・シェルは、中間体のメタセシス反応を用いてこれを行った。得られた混合物は分画され、続く過程でヒドロホルミル化や水素化される。

## 応用
脂肪族アルコールは主に洗剤や界面活性剤の製造に用いられる。また化粧品、食品、溶媒の原料にもなる。両親媒性の性質により、脂肪族アルコールは非イオン性界面活性剤としても働く。化粧品や食品産業における乳化剤、保湿剤、増粘安定剤としても用いられている。

### 栄養
植物の蝋や蜜蝋から得られる非常に長い鎖の脂肪族アルコールは、ヒトの血漿コレステロール値を下げるという報告がある。未精製の穀物、蜜蝋、多くの植物由来の食物等に含まれ、1日当たり5から20mgのC24-C34アルコール混合物の摂取で、低密度リポタンパク質コレステロールが21から29%低下し、高密度リポタンパク質コレステロールが8から15%増加したという報告もある。蝋エステルは、胆汁の塩依存性カルボキシルエステラーゼで加水分解され、消化器で吸収される長鎖のアルコールと脂肪酸を生成する。線維芽細胞における脂肪族アルコールの代謝の研究は、非常に長鎖の脂肪族アルコール、脂肪族アルデヒド、脂肪酸は、脂肪族アルコールサイクルで可逆的に変換されることを示す。これらの化合物の代謝は、副腎白質ジストロフィーやシェーグレン症候群等のいくつかのペルオキシソームの遺伝的障害によって阻害される。

## 安全性

### ヒトの健康
脂肪族アルコールは比較的無害な物質であり、ラットの経口の半数致死量は、ヘキサノールの3.1 g/kgからオクタデカノールの6-8 g/kgの範囲である。体重50kgのヒトに対しては、この値は100g以上に相当する。急性反復曝露試験では、脂肪族アルコールの吸入、経口摂取、皮膚曝露は、低レベルの毒性を示した。脂肪族アルコールの揮発性は非常に低く、真の致死濃度は標準蒸気圧以上である。長鎖（C12-C16）の脂肪族アルコールは短鎖(< C12)のものよりも健康影響が少ない。短鎖の脂肪族アルコールは、長鎖のものは持たない眼への刺激性があると考えられている。脂肪族アルコールは、皮膚への刺激性は持たない。
脂肪族アルコールの反復曝露は低レベルの毒性を示し、ある種の物質は、接触による局所刺激や軽度の肝臓への影響を持つ（直鎖のアルコールの方が若干この影響が強い）。吸入や経口摂取では、中枢神経系への影響は見られない。1-ヘキサノールと1-オクタノールの反復大量投与試験では、中枢神経系の減退や呼吸困難を示した。末梢神経障害は見られなかった。ラットでは、経口の無有害作用量は、200から1000 mg/kg/日の範囲である。脂肪族アルコールが発がん性、変異原性、生殖毒性、不妊性であるという証拠はない。脂肪族アルコールは、体に入った時には効率的に除去され、蓄積される可能性は少ない。

### 環境
鎖長がC18までの脂肪族アルコールは生分解性であり、C16までの長さであれば、10日間以内で完全に生分解される。C16とC18は、10日間では、62%から76%分解される。C18以上の鎖長では、10日間では37%の分解度である。下水処理場における野外調査では、C12からC18の脂肪族アルコールの99%が除去された。

### 水生生物
魚類や無脊椎動物、藻類はどれも脂肪族アルコールに対し同程度の毒性を示したが、いずれも鎖長に依存し、より短い鎖の方が毒性が高く、長い鎖は水生生物に対する毒性が小さかった。
| 鎖長    | 魚類への急性毒性 | 魚類への慢性毒性 |
| ------- | ---------------- | ---------------- |
| < C11   | 1–100 mg/l       | 0.1-1.0 mg/l     |
| C11-C13 | 0.1-1.0 mg/l     | 0.1 - <1.0 mg/l  |
| C14-C15 | NA               | 0.01 mg/l        |
| >C16    | NA               | NA               |

OECDのhigh production volume chemicals programは、脂肪族アルコールに属する化合物について、「容認できない環境リスク」を定めていない。

## 種類
| 名前                                                                     | 炭素原子数 | 分岐/不飽和      | 分子式                          |
| 1-オクタノール (カプリルアルコール)                                      | 8          |                  |                                 |
| 2-エチルヘキサノール                                                     | 8          | 分岐             |                                 |
| 1-ノナノール (ペラルゴンアルコール)                                      | 9          |                  |                                 |
| 1-デカノール (カプリンアルコール)                                        | 10         |                  |                                 |
| ウンデシルアルコール                                                     | 11         |                  |                                 |
| ラウリルアルコール                                                       | 12         |                  |                                 |
| トリデシルアルコール                                                     | 13         |                  |                                 |
| ミリスチルアルコール (1-テトラデカノール)                                | 14         |                  |                                 |
| ペンタデシルアルコール                                                   | 15         |                  |                                 |
| セタノール (1-ヘキサデカノール)                                          | 16         |                  |                                 |
| パルミトレイルアルコール (シス-9-ヘキサデセン-1-オール)                  | 16         | 不飽和           | CH3(CH2)5CH=CH(CH2)8OH          |
| 1-ヘプタデカノール                                                       | 17         |                  |                                 |
| ステアリルアルコール (1-オクタデカノール)                                | 18         |                  |                                 |
| イソステアリルアルコール (16-メチルヘプタデセン-1-オール)                | 18         | 分岐             | (CH3)2CH-(CH2)15OH              |
| エライジルアルコール (9E-オクタデセン-1-オール)                          | 18         | 不飽和           | CH3(CH2)7CH=CH(CH2)8OH          |
| オレイルアルコール (シス-9-オクタデセン-1-オール)                        | 18         | 不飽和           |                                 |
| リノレイルアルコール (9Z, 12Z-オクタデカジエン-1-オール)                 | 18         | 複不飽和         |                                 |
| エライドリノレイルアルコール (9E, 12E-オクタデカジエン-1-オール)         | 18         | 複不飽和         |                                 |
| リノレニルアルコール (9Z, 12Z, 15Z-オクタデカトリエン-1-オール)          | 18         | 複不飽和         |                                 |
| エライドリノレニルアルコール (9E, 12E, 15-E-オクタデカトリエン-1-オール) | 18         | 複不飽和         |                                 |
| リシノレイルアルコール (12-ヒドロキシ-9-オクタデセン-1-オール)           | 18         | 不飽和, ジオール | CH3(CH2)5CH(OH)CH2CH=CH(CH2)8OH |
| ノナデシルアルコール                                                     | 19         |                  |                                 |
| アラキジルアルコール (1-エイコサノール)                                  | 20         |                  |                                 |
| ヘンエイコサノール                                                       | 21         |                  |                                 |
| ベヘニルアルコール (1-ドコサノール)                                      | 22         |                  |                                 |
| エルシルアルコール (シス-13-ドコセン-1-オール)                           | 22         | 不飽和           | CH3(CH2)7CH=CH(CH2)12OH         |
| リグノセリルアルコール (1-テトラコサノール)                              | 24         |                  |                                 |
| セリルアルコール (1-ヘキサコサノール)                                    | 26         |                  |                                 |
| 1-ヘプタコサノール                                                       | 27         |                  |                                 |
| モンタニルアルコール (1-オクタコサノール)                                | 28         |                  |                                 |
| 1-ノナコサノール                                                         | 29         |                  |                                 |
| ミリシルアルコール (1-トリアコンタノール)                                | 30         |                  |                                 |
| 1-ドトリアコンタノール                                                   | 32         |                  |                                 |
| ゲジルアルコール (1-テトラトリアコンタノール)                            | 34         |                  |                                 |
| セテアリルアルコール                                                     |            |                  |                                 |

ベヘニルアルコール、リグノセリルアルコール、セリルアルコール、1-ヘプタコサノール、モンタニルアルコール、1-ノナコサノール、ミリシルアルコール、1-ドトリアコンタノール、ゲジルアルコールは、ポリコサノールにも分類され、モンタニルアルコールとミリシルアルコールが最も豊富に存在する。